# واشر

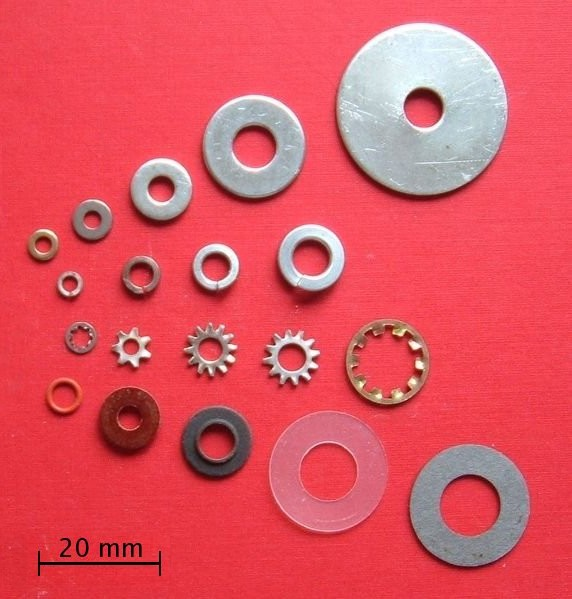
انواع واشر.

پولک یا به فنگلیش واشِر (به انگلیسی: Washer) حلقه‌ای است از جنس فلز یا گاه لاستیک. پولک‌ها معمولاً جهت توزیع بار پیچ و مهره‌ها استفاده می‌شوند.
گاهی برای اشاره به درزبند نیز از کلمه پولک استفاده می‌شود درحالی که درزبند وظیفه جلوگیری از نشت را بر عهده دارد.چون نیروی اصطکاکی مهره بر روی پیچ کم است با اضافه کردن پولک بین مهره و قطعه اتصال،مقدار اصطکاک را افزایش می دهد.که از بازشدن مهره جلوگیری می‌کند.
پولک انواع مختلفی دارد که هر یک به منظور خاصی استفاده می‌شود. با این حال پولکها را می‌توان به دو دسته کلی تقسیم نمود.
انواع پولک:
- پولک تخت
- پولک فنری (پولک قفلی)